# François Cazet de Vautorte
Pour les articles homonymes, voir Cazet.
François Cazet de Vautorte est un diplomate français, né en 1607, mort le 19 avril 1654 à Ratisbonne, avocat général au grand conseil d'état, ambassadeur et plénipotentiaire à Ratisbonne.

## Biographie
Il est issu de la famille Cazet.
Ministre plénipotentiaire auprès de la diète germanique, conseiller au Parlement de Bretagne, François Cazet de Vautorte collabora avec Mazarin. Il fut envoyé, avec Jean Louis d'Erlach, Henri Groulart de la Court et Charles d'Avaugour, au congrès de Nuremberg pour l’exécution du traité de Westphalie. Sa correspondance avec Mazarin est toujours archivée à la Bibliothèque nationale de France.
Le roi Louis XIV érigea la terre de Vautorte en comté en 1653, en faveur de François Cazet, conseiller d'État, ambassadeur plénipotentiaire à Ratisbonne, sans préjudicier aux droits du seigneur duc de Mayenne. 
Il décède en 1654 à Ratisbonne. Son corps est inhumé dans l'église des pères jésuites de Ratisbonne. Son cœur est inhumé dans l'église de Vautorte le 21 juin 1654 auprès de celui de feu monsieur le président de Vautorte son père.
Il épousa Marie Marcel, fille de Claude Marcel (+ 1623), seigneur de Villeneuve, maître des requêtes et de Marie L'Huillier (1597-1650 inhumée au couvent de la Visitation rue St-Antoine). Sa belle-mère est la fondatrice des Filles de la Croix sous le nom de Mme de Villeneuve, et la sœur cadette d’Hélène-Angélique L’Huillier, fondatrice de la Visitation de la rue Saint-Antoine à Paris.
Sa fille Marie Cazet, épouse Nicolas II Brulart-La Borde (1627-1692), premier président au Parlement de Bourgogne, marquis de La Borde, baron de Sombernon , Couches (en partie) et Mâlain.

## Publications
- François Cazet de Vautorte, Négociations secrètes touchant la paix de Munster et d'Osnabrück. Tome troisième où l'on trouve les négociations secrètes de Monsieur de Vautorte, ambassadeur plénipotentiaire de sa majesté très chrétienne auprès de la Diète de Ratisbonne depuis le 10 novembre 1645 jusqu'au 23 avril 1654. La Haye : Jean Neaulme, 1726.